# 甘蒂絲·柏根
坎迪丝·帕特里夏·伯根（英語：Candice Patricia Bergen，1946年5月9日—）是美国一名女演员和前时装模特。她因主演CBS电视网情景喜剧《风云女郎》而获得2次金球奖和5次黄金时段艾美奖；后因出演ABC电视网剧集《波士顿法律》中的雪莉·斯米特而备受关注。坎迪丝·伯根因出演电影《不结婚的男人》而获得奥斯卡最佳女配角奖的提名，也因为出演《甘地传》而获得英国电影学院奖最佳女配角的提名。
坎迪丝·伯根最早的职业始于担任模特为《时尚》拍摄封面，后因拍摄电影《八个梦》而进入影视行业，随后她拍摄了《圣保罗炮艇》、《蓝衣士兵》、《猎爱的人》、《黑狮震雄风》等一系列电影。1984年，坎迪丝·伯根进军百老汇，出演舞台剧《浮世男女》。2002年到2004年期间，她在HBO剧集《欲望都市》中演出了三集内容。坎迪丝·伯根的其他电影还包括《特工佳丽》、《情归阿拉巴马》、《女人们》、《结婚大作战》等。2010年代，坎迪丝·伯根重返百老汇舞台，主演了复演的舞台剧《华府风云》和《情书》。